# Clase Victory
La clase Victory fue una serie de buques de carga producidos en grandes cantidades en los Estados Unidos durante la Segunda Guerra Mundial al objeto de reemplazar las pérdidas de este tipo de buques causados por los submarinos alemanes. Basados en el diseño de su antecesor, el Liberty, 534 buques Victory fueron construidos. La mayoría contaba con armamento para repeler submarinos y ataques aéreos.

## Construcción

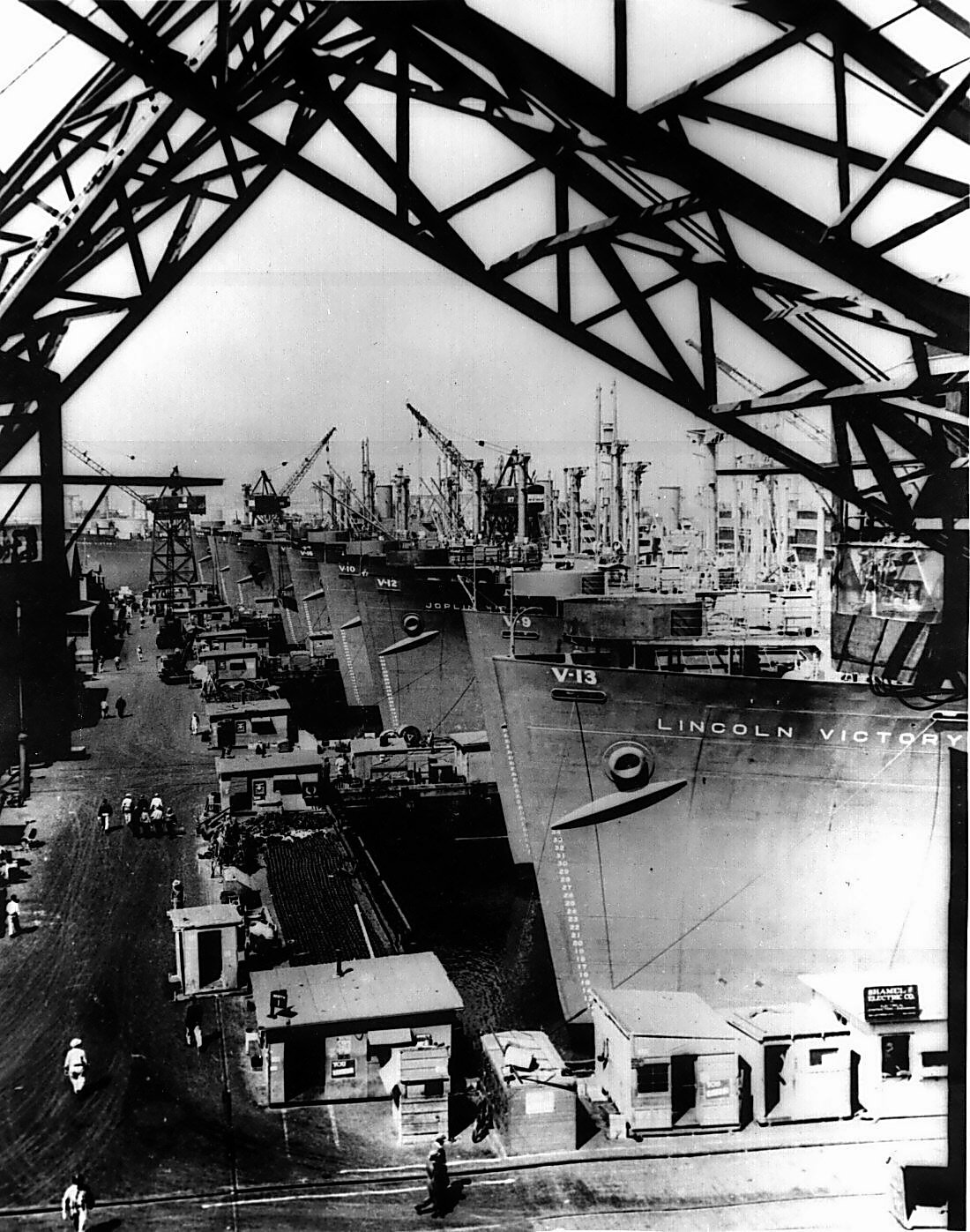
Buques Victory alineados en un astillero de la costa oeste de los Estados Unidos.

El primer buque fue el SS United Victory, construido por la Oregon Shipbuilding Corporation el 12 de enero de 1944 y terminado el 28 de febrero de ese mismo año. Los barcos americanos incorporaron a sus nombres "Victory", mientras que los británicos y canadienses Fort y Park respectivamente. Después del buque United Victory, las siguientes 34 embarcaciones llevaron el nombre de países aliados, los siguientes 218 nombres de ciudades de Estados Unidos, los siguientes 150 con el nombre de instituciones educativas y al resto se les nombró de distinta manera. 
Aunque la construcción fue al principio lenta (sólo se habían entregado 15 para mayo de 1944), hacia el final de la guerra se contabilizaron 531 embarcaciones construidas.
Ya que la guerra en el Atlántico había finalizado cuando estos buques aparecieron, por lo que sólo dos fueron hundidos en estas aguas pero, tres barcos más fueron hundidos durante la batalla en el Océano Pacífico por ataques kamikaze en abril de 1945: el Logan Victory, el Hobbs Victory y el Canada Victory.

## Después de la guerra
Finalizada la guerra la mayoría fueron reconvertidos y dispuestos para distintas actividades y organismos como la NASA, el SS Kingsport Victory fue renombrado como USNS Kingsport siendo el primer buque de comunicación satelital del mundo.
Solo se conservan 3 buques, todos como buque museo:
- SS American Victory (Tampa, Florida)
- SS Lane Victory (Los Ángeles, California)
- SS Red Oak Victory (Richmond, California)

## Algunos buques destacables
- SS Altoona Victory
- Augustana Victory
- Georgetown Victory
- SS Skidmore Victory
- USNS Sgt. Jack J. Pendleton